# Mettnau-Turm

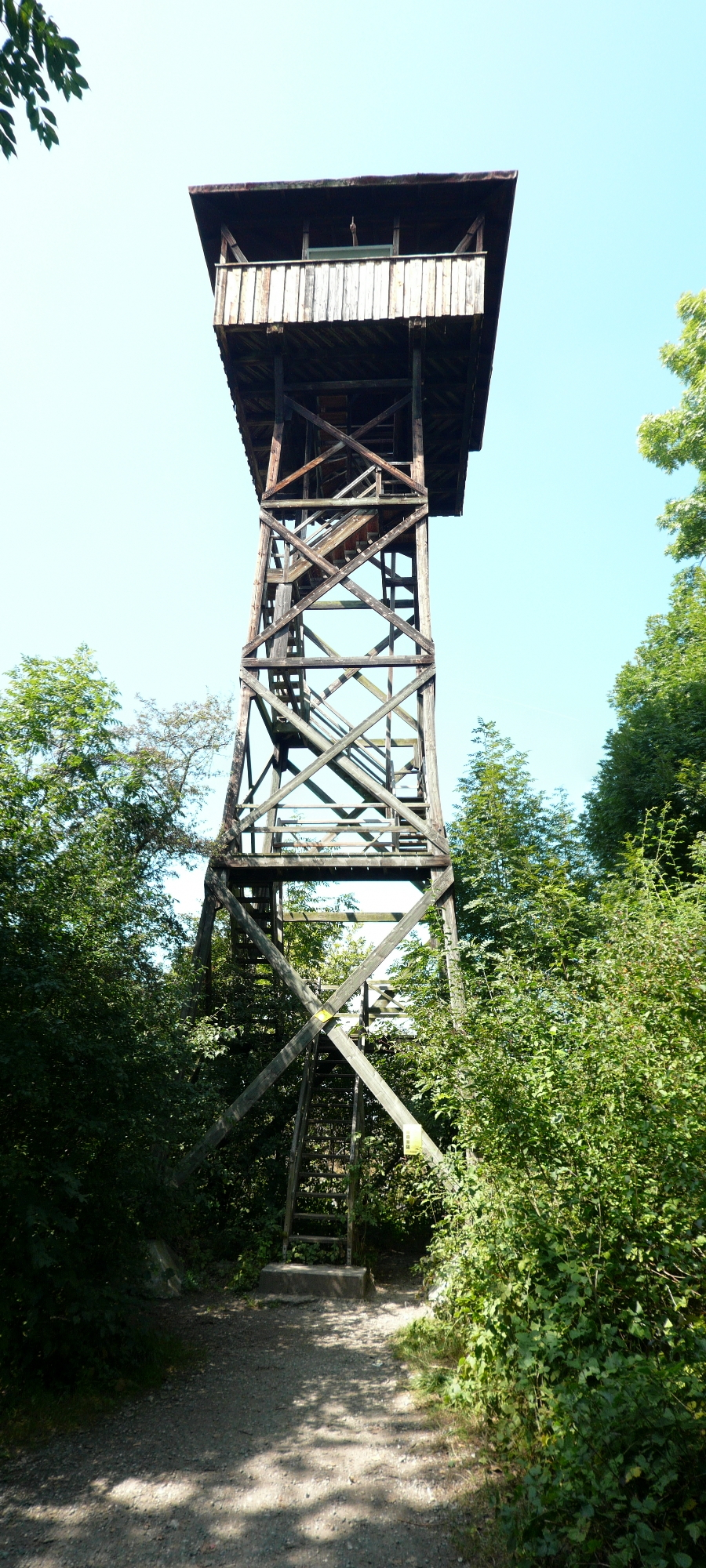
Mettnau-Turm im Naturschutzgebiet Halbinsel Mettnau (2008)

Der Mettnau-Turm ist ein 18 Meter hoher Aussichtsturm aus Holz auf der Halbinsel Mettnau bei Radolfzell am Bodensee im baden-württembergischen Landkreis Konstanz.
Der Mettnau-Turm, der vor der Umbenennung durch die Stadt Radolfzell nach 1945 den Namen Dr.-Ludwig-Finckh-Turm trug, wurde 1938 als Vogelbeobachtungswarte für das damalige neue „Reichsnaturschutzgebiet“ Mettnau gebaut. Erster Namensgeber 1940 war der Schriftsteller Ludwig Finckh, der in Gaienhofen auf der Höri lebte. Finckh war ab 1933 aktives Mitglied der NSDAP und ab 1935 NS-Kulturstellen- und NSDAP-Propagandaleiter von Gaienhofen. Im Jahr 1961 wurde der baufällig gewordene Turm abgetragen und neu aufgebaut. Auch nach seiner Umbenennung wurde er von den Einheimischen, teils bis in die Gegenwart, weiterhin Finckh-Turm genannt; so wurde anlässlich des 100. Geburtstages von Finckh 1976 am Mettnauturm eine unkritische Finckh-Gedenktafel angebracht.
Auf dem Mettnau-Turm installierte Informationstafeln informieren über die Bodenseelandschaft. Zu sehen sind die Bodenseeteile Markelfinger Winkel im Norden und der Untersee im Süden mit Zeller See, Gnadensee und dem eigentlichen Untersee. Neben dem Ausblick auf die Bodenseelandschaft ermöglicht der Turm auch eine Rundsicht auf den Hegau, die Insel Reichenau und die Schweiz mit dem Thurgauer Seerücken, den Schweizer Alpen und dem Säntis.
Bis zum Turm ist das Naturschutzgebiet Halbinsel Mettnau ganzjährig zugänglich.